# Listă de amfibieni din România
Lista speciilor de amfibieni din România cuprinde circa 20 de specii identificate pe teritoriul țării.

## SubclasaAnuromopha

### OrdinulAnura

#### SubordinulDiscoglossoidei

##### FamiliaDiscoglossidae
- Bombina bombina (L., 1761) - Buhai de baltă cu burtă roșie; Izvoraș cu burta roșie
- Bombina variegata (L., 1758) (Bombina variegata variegata) - Buhai de baltă cu burta galbenă; Izvoraș cu burta galbenă

#### SubordinulAnomocoela

##### FamiliaPelobatidae
- Pelobates fuscus (Laurentus, 1768) - Broasca de pământ; Broască de pământ brună; Broasca săpătoare brună, Broasca burduhănoasă brună
- Pelobates syriacus (Karaman, 1928) - Broasca de pământ verde; Broască de pământ siriacă; Broasca săpătoare verde (siriacă), Broasca burduhănoasă verde

#### SubordinulDiplasiocoela

##### FamiliaRanidae
- Pelophylax ridibundus (Pallas, 1771)  (Rana  ridibunda  ridibunda) - Broasca de lac mare; Broasca mare de lac, Broscoi
- Pelophylax lessonae (L., 1758) - Broasca mică verde; Broasca lui Lessona
- Pelophylax kl. esculentus (L., 1758) (Pelophylax esculentus, Rana esculenta) - Broasca de lac mică, Broasca mică de lac
- Rana dalmatina (Bonaparte, 1839) - Broasca roșie de pădure
- Rana temporaria (Bonaparte, 1839) - Broasca roșie de munte
- Rana arvalis (Nilsson, 1842) - Broasca de mlaștină; Broasca de baltă

#### SubordinulProcoela

##### FamiliaBufonidae
- Bufo bufo (L., 1758) - Broasca râioasă brună
- Bufo viridis (Laurentus, 1768) - Broasca râioasă verde, Broasca râioasă de piatră

##### FamiliaHylidae
- Hyla arborea (L., 1758) - Brotăcel; Răcănel; Brotac

## SubclasaUrodelomorpha

### OrdinulCaudata

#### SubordinulSalamandroidea

##### FamiliaSalamandridae
- Salamandra salamandra (Linnaeus, 1758) - Salamandra (Sălămâzdră de uscat)
- Ichthyosaura alpestris (Laurenti, 1768) - Triton de munte (Sălămâzdră de munte)

- Ichthyosaura alpestris alpestris Laurenti, 1768 - Triton de munte (Sălămâzdră de munte)

- Lissotriton montandoni Boulenger, 1880 (Triturus montandoni) - Triton carpatic (Sălămâzdră carpatică)
- Lissotriton vulgaris (Linnaeus, 1758) - Triton comun (Sălămâzdră comună)

- Lissotriton vulgaris vulgaris Linnaeus, 1758 (Triturus vulgaris vulgaris) - Triton comun (Sălămâzdră comună)
- Lissotriton vulgaris ampelensis Fuhn 1951 (Triturus alpestris ampelensis) - Triton românesc (Triton comun transilvănean, Sălămâzdră de apă mică transilvană)

- Triturus cristatus (Laurenti, 1768) (Triturus cristatus cristatus) - Triton cu creastă (Sălămâzdră cu creastă)
- Triturus dobrogicus Kiritzescu, 1903 (Triturus cristatus dobrogicus) - Triton cu creastă dobrogean (Sălămâzdră dobrogeană)

- Triturus dobrogicus dobrogicus (Kiritzescu, 1903) (Triturus cristatus dobrogicus) - Triton cu creastă dobrogean (Sălămâzdră dobrogeană)
- Triturus dobrogicus macrosoma (Boulenger, 1908) (Triturus cristatus dobrogicus) - Triton cu creastă dunărean

## Situația speciilor de amfibieni din România
Legenda:
- CR (critically endangered) – specie critic amenințată cu dispariția
- EN (endangered) – specie amenințată cu dispariția
- VU (vulnerable) – specie vulnerabilă
- NT (near threatened) – specie aproape amenințată cu dispariția
- LC (least concern) – specie neamenințată cu dispariția
- NE (not evaluated) – specie neevaluată

| Denumire științifică             | Denumire populară                                                                  | Statut International după IUCN | Statutul în România după Cartea Roșie a Vertebratelor din România | Imagine |
| -------------------------------- | ---------------------------------------------------------------------------------- | ------------------------------ | ----------------------------------------------------------------- | ------- |
| Salamandra salamandra salamandra | Salamandra (Sălămâzdră de uscat)                                                   | LC                             | VU                                                                |         |
| Ichthyosaura alpestris alpestris | Triton de munte (Sălămâzdră de munte)                                              | LC                             | VU                                                                |         |
| Lissotriton montandoni           | Triton carpatic (Sălămâzdră carpatică)                                             | LC                             | VU                                                                |         |
| Triturus cristatus cristatus     | Triton cu creastă (Sălămâzdră cu creastă)                                          | LC                             | VU                                                                |         |
| Triturus dobrogicus dobrogicus   | Triton cu creastă dobrogean (Sălămâzdră dobrogeană)                                | NT                             | EN                                                                |         |
| Triturus dobrogicus macrosoma    | Tritonul cu creastă dunărean                                                       | -                              | -                                                                 | -       |
| Lissotriton vulgaris vulgaris    | Triton comun (Sălămâzdră comună)                                                   | LC                             | NT                                                                |         |
| Lissotriton vulgaris ampelensis  | Tritonul românesc (Triton comun transilvănean, Sălămâzdră de apă mică transilvană) | LC                             | VU                                                                | -       |
| Bombina bombina                  | Buhai de baltă cu burta roșie (Izvorașul cu burtă roșie)                           | LC                             | NT                                                                |         |
| Bombina variegata variegata      | Buhai de baltă cu burtă galbenă (Izvorașul cu burtă galbenă)                       | LC                             | NT                                                                |         |
| Pelobates fuscus fuscus          | Broasca de pământ brună                                                            | LC                             | VU                                                                |         |
| Pelobates syriacus balcanicus    | Broasca de pământ siriacă                                                          | LC                             | EN                                                                |         |
| Bufo bufo bufo                   | Broasca râioasă brună                                                              | LC                             | NT                                                                |         |
| Bufo viridis viridis             | Broasca râioasă verde                                                              | LC                             | NT                                                                |         |
| Hyla arborea arborea             | Brotăcel                                                                           | LC                             | VU                                                                |         |
| Pelophylax ridibundus ridibundus | Broasca mare de lac                                                                | LC                             | NE                                                                |         |
| Pelophylax kl. esculentus        | Broasca mică de lac                                                                | LC                             | NE                                                                |         |
| Pelophylax lessonae              | Broasca mică verde (Broasca lui Lessona)                                           | LC                             | NE                                                                |         |
| Rana dalmatina                   | Broasca roșie de pădure                                                            | LC                             | VU                                                                |         |
| Rana temporaria temporaria       | Broasca roșie de munte                                                             | LC                             | VU                                                                |         |
| Rana arvalis arvalis             | Broasca de mlaștină                                                                | LC                             | EN                                                                |         |
| Rana arvalis wolterstorffi       | Broască de mlaștină Wolterstorffi                                                  | -                              | -                                                                 | -       |